# Lśnienie gwiazd
Lśnienie gwiazd – szesnasty album zespołu Top One wydany przez wytwórnię Polgram Plus w 2001 roku. Album zawiera 12 utworów. Płytę promował teledysk do tytułowego nagrania.

## Lista utworów
1. "Ty dobrze o tym wiesz" (muz. Emil Jeleń, sł. Zbigniew Bieniak)
2. "Na, na, na" (muz. Paweł Kucharski, sł. Zbigniew Bieniak)
3. "Powiedz mi" (muz. Paweł Kucharski, sł. Zbigniew Bieniak)
4. "Palcem na ścianie" (muz. Dariusz Zwierzchowski, sł. Zbigniew Bieniak)
5. "Możesz mi to dać" (muz. Paweł Kucharski, sł. Zbigniew Bieniak)
6. "Lśnienie gwiazd" (muz. Paweł Kucharski, sł. Zbigniew Bieniak)
7. "Królowa nocy, królowa gwiazd" (muz. Paweł Kucharski, sł. Zbigniew Bieniak)
8. "Czy to jest miłość" (muz. Dariusz Zwierzchowski, sł. Zbigniew Bieniak)
9. "To nasza wyspa" (muz. Emil Jeleń, sł. Zbigniew Bieniak)
10. "Po co mi złota blask" (muz. Emil Jeleń, sł. Zbigniew Bieniak)
11. "Proszę, powiedz mi jak" (muz. Emil Jeleń, sł. Zbigniew Bieniak)
12. "W błękitnej mgle" (muz. Dariusz Zwierzchowski, sł. Zbigniew Bieniak)

## Skład zespołu
- Paweł Kucharski - śpiew, chórki, instrumenty klawiszowe, gitara
- Dariusz Zwierzchowski - instrumenty klawiszowe, chórki
- Katarzyna Gibson - taniec, chórki
- Katarzyna Krupa - taniec, chórki

Gościnnie: 
- Emil Jeleń - chórki, klarnet
- Michał Radzikowski - gitara

## Dodatkowe informacje
- Aranżacje: Dariusz Zwierzchowski, Paweł Kucharski, Emil Jeleń
- Produkcja i licencja: Dariusz Zwierzchowski, Paweł Kucharski
- Realizacja: Dariusz Zwierzchowski
- Nagrań dokonano w Horhe Studio w marcu 2001 roku